# Mario Lenzi
Mario Lenzi (ur. 27 kwietnia 1900 w Livorno, zm. ?) – włoski bokser, brązowy medalista Mistrzostw Europy z roku 1930, zawodowy mistrz Włoch w kategorii półciężkiej.
W 1930 roku w półfinale 3. Mistrzostw Europy, Lenzi przegrał swój pojedynek z Albertem Leidmannem. W walce o trzecie miejsce pokonał Polaka Tomasza Konarzewskiego, wygrywając walkowerem.
Od 1931 do 1946 toczył zawodowe pojedynki. Największym jego sukcesem było zdobycie mistrzostwa Włoch w kategorii półciężkiej w roku 1933.